# Fontiès-d'Aude
Fontiès-d'Aude è un comune francese di 410 abitanti situato nel dipartimento dell'Aude nella regione dell'Occitania.

## Società

### Evoluzione demografica
Abitanti censiti